# Odontozona edwardsi
Odontozona edwardsi is een tienpotigensoort uit de familie van de Stenopodidae. De wetenschappelijke naam van de soort is voor het eerst geldig gepubliceerd in 1908 door Bouvier.